# Osas Ighodaro
Osariemen Martha Elizabeth Ighodaro, nom de scène Osas Ighodaro, née en 1990, est une actrice, mannequin et  présentatrice de télévision nigériane-américaine. 

## Biographie
Osas est née le 26 octobre 1990 dans le Bronx, à New York, aux États-Unis, de parents nigérians d'origine Edo. Elle obtient un diplôme en journalisme de radiotélévision avec des options en entrepreneuriat et en théâtre à l'université d'État de Pennsylvanie. Elleobtient également une maîtrise en beaux-arts à l'école d'art dramatique Actors Studio de l'université Pace. Elle est membre de la sororité Alpha Kappa Alpha et fondatrice d'Imuetinyan Productions.
Pour lui donner confiance en elle, ses parens l'inscrivent aussi dans une école de mannequin. Elle est sélectionnée pour des concours de beauté.
En 2010, elle gagne le concours Miss Black USA Pageant (en). Puis elle est retenue pour interpréter le rôle d'Adanna (Danni), dans une série soap opera, Tinsel (en). Elle co-présente, en 2014, la cérémonie Africa Magic Viewers' Choice Awards. Elle est désignée actrice TV de l'année 2014, aux ELOY Awards.
Elle joue dans différents films comme Cadillac Records. Après avoir joué dans Rattlesnake : The Ahanna Story et Man of God, elle reçoit le prix de la meilleure actrice dans un drame aux Africa Magic Viewers Choice Awards 2022 et 2023 respectivement.
Elle coanime des remises de récompenses : The Headies 2022, The Headies 2023, 2014 Africa Magic Viewers Choice Awards et l'émission familiale Maltina Dance All.

## Filmographie

### Films
- Namaste Wahala (2020)
- We Don't Live Here Anymore (2018)
- New Money (2018)
- Ratnik (2016)
- Entreat (2016)
- Put a Ring on It (2016)
- Gbomo Gbomo Express (en) (2015)
- Where Children Play (2015)
- The Department (en) (2015)
- Cadillac Records (2008)
- Migrations: The Collector
- Restless City
- The Club
- The Tested
- Across a Bloodied Ocean
- Killa Season
- Under the Table

### Télévision
- Tinsel (en)
- Meet the Browns (en)
- Parallels - The Webseries
- 12 Steps to Recovery
- Conviction

### Théâtre
- For Coloured Girls
- Underground
- Dolores
- He Said, She Said
- How Sweet
- Platanos and Collard Greens
- Revenge of a King
- Joe Turners Come and Gone
- Coloured Museum